# Animal Save Movement
Animal Save Movement és una comunitat que treballa per aconseguir un planeta just i habitable per a tothom. The Save Movement és una xarxa internacional, que va néixer a Toronto, Canadà, present en al menys 60 països del món. L’objectiu és sensibilitzar sobre els animals de granja, ajudar a les persones a convertir-se en vegans i construir un moviment massiu de justícia animal de base. Animal Save Movement es va fundar el desembre del 2010 amb el començament de Toronto Pig Save: donant testimoni de porcs en el seu camí cap a la matança.